# Phytoecia nausicae
Phytoecia nausicae là một loài bọ cánh cứng trong họ Cerambycidae.